# Eugeniusz Koczorski
Eugeniusz Koczorski (ur. 26 grudnia 1956 w Polkowicach) – polski jeździec, trener, olimpijczyk z Seulu 1988. Srebrny medalista światowych igrzysk wojskowych w skokach przez przeszkody indywidualnie (Rzym 1995).
Zawodnik startujący w konkurencji skoków przez przeszkody i w WKKW.
Wielokrotny medalista mistrzostw Polski:
- złoty
  - w WKKW w roku 1989 (na koniu Idrys),
  - w skokach przez przeszkody w roku 1995 (na koniu Skarbiec),
- srebrny
  - w WKKW w roku 1988 (na koniu Gajal),
- brązowy
  - w WKKW w roku 1987 (na koniu Gajal)

Na igrzyskach w roku 1988 wystartował w konkursie indywidualnym WKKW zajmując 33. miejsce, a Polska drużyna (partnerami byli: Krzysztof Rogowski, Krzysztof Rafalak, Bogusław Jarecki) zajęła 4. miejsce (wynik Eugeniusza Koczorskiego nie był brany pod uwagę).